# Wiesław Małyszek
Wiesław Małyszek – ur. 9.11.1960 w Łobzie, zm. 19.10.2012 w Łobzie. Redaktor naczelny i wydawca Nowego Tygodnika Łobeskiego, członek Rady Programowej Polskiego Radia Szczecin, dziennikarz Sztandaru Młodych, Głosu Szczecińskiego i Tygodnika Łobeskiego, współzałożyciel „Łabuzia”, Smok Powiatu Łobez (pośmiertnie). Dziennikarz i prozaik ziemi łobeskiej.
Szlify  dziennikarskie, jako współpracownik, zdobywał na łamach Sztandaru Młodych
i Głosu Szczecińskiego. Etatowo był związany z wydawanym w Nowogardzie tygodnikiem regionalnym
„Gmina Pomorska”, a następnie z „Tygodnikiem Łobeskim”. Przez jedną kadencję piastował obowiązki członka Rady Programowej Polskiego Radia Szczecin. Autor następujących książek, opowiadań i publikacji:
- Książka: [Czterdzieści dziewięć] (4)9 [!], zbiór opowiadań. 1996.
- Proza: Bajka dla nie-dorosłych. Łabuź 1993 nr 6 s. 6-10, Banany lecą na południe. Łabuź 1994 nr 8 s. 19-25, Bastard. Łabuź 1998 nr 24 s. 28-31, Bez świecy. Łabuź 1994 nr 12 s. 12-15, Czarny motyl. Łabuź 1994 nr 9 s. 19-22, Dać. Łabuź 1996 nr 17 s. 25-36, Dżin. Łabuź 1993 nr 7 s. 26-30, Ecie, pecie!. Łabuź 1994 nr 10 s. 4-7, Kiedy Ziemia przestanie być okrągła. Gościniec Sztuki 1999 nr 2/4 s. 97-101, Kombatant. Łabuź 1993 nr 4 s. 15-18, Kominiarz. Fraza 1997 nr 16 s. 45-49, Lustro. Pogranicza 1995 nr 2/3 s. 41-48, Na czczo. Fraza 1997 nr 16 s. 49-50, Niech sobie będzie prolog. Pogranicza 1997 nr 1 s. 19-21, O baranie i Don Kichocie. Łabuź 1995 nr 16 s. 12-14, Opowiadania [z tego cyklu:] Teoria wakatu. Fa-Art 1995 nr 4 s. 24-28, Opowiadania [z tego cyklu:] Wariacje na temat krajobrazu z fontannami (inspirowane „Ogólną teorią nie-uprawiania ogrodu” według Leszka Kołakowskiego). Fa-Art 1995 nr 4 s. 28-29, Otworzyła cicho drzwi.... Łabuź 1992 nr 2 s. 27-28, Patyczaki. Pogranicza 1997 nr 2 s. 36-54,  Pawie piórko. Łabuź 1993 nr 7 s. 16-17, Pierwsze „Biada!”. Łabuź 1992 nr 2 s. 25-26, Pies Sartre’a. Łabuź 1997 nr 20 s. 9-10, Pitoń. Łabuź 1997 nr 21 s. 27, Poczęcie. Łabuź 1992 nr 1 s. 28-30, Podanie [fragm. pow.]. Łabuź 1997 nr 22 s. 10-23, Ponieważ za mna ktoś stoi.... Sycyna 1997 nr 12 s. 8-9 (z fot. autora i notą...), Renowacja (Fragment powieści). Łabuź 1997 nr 21 s. 38-42, Równanie z co najmniej jednym niedopowiedzeniem [ z tego cyklu:] Leżak (statystyczny). Łabuź 1994 nr 8 s. 5-6, Równanie z co najmniej jednym niedopowiedzeniem [ z tego cyklu:] Nawiedzenie. Łabuź 1994 nr 8 s. 5-6, Syndrom kamienia. Łabuź 1994 nr 11 s. 12-20, Średnik. Łabuź 1995 nr 13 s. 4, Tania jatka. Łabuź 1992 nr 1 s. 21-28, W tysiąc dziewięćset.... Łabuź 1992 nr 2 s. 27-28, Wariacje na temat krajobrazu z bałwanami. Fa-Art 1996 nr 4 s. 22-24, Wielki Kant. Łabuź 1995 nr 16 s. 43-46, Wzgórze nr 0. Fa-Art 1996 nr 4 s. 20-22, Wzgórze nr 0. Łabuź 1996 nr 18 s. 12-17[1][2][3][4][5].